# بنجامين وايت نوريس
بنجامين وايت نوريس (بالإنجليزية: Benjamin White Norris)‏ هو محامي وسياسي أمريكي، ولد في 22 يناير 1819 في مقاطعة كينبيك في الولايات المتحدة، وتوفي في 26 يناير 1873 في مونتغومري في الولايات المتحدة. حزبياً، نشط في الحزب الجمهوري. وقد انتخب عضو مجلس النواب الأمريكي.